# Saint-Bonnet-Laval
Saint-Bonnet-Laval es una comuna nueva francesa situada en el departamento de Lozère, de la región de Occitania.

## Historia
Fue creada el 1 de enero de 2017, en aplicación de una resolución del prefecto de Lozère de 13 de septiembre de 2016 con la unión de las comunas de Laval-Atger y Saint-Bonnet-de-Montauroux, pasando a estar el ayuntamiento en la antigua comuna de Saint-Bonnet-de-Montauroux.

## Demografía
| Gráfica de evolución demográfica de Saint-Bonnet-Laval entre 1800 y 2013 |
|                                                                          |

Los datos entre 1800 y 2013 son el resultado de sumar los parciales de las dos comunas que forman la nueva comuna de Saint-Bonnet-Laval, cuyos datos se han cogido de 1800 a 1999, para las comunas de Laval-Atger y Saint-Bonnet-de-Montauroux de la página francesa EHESS/Cassini. Los demás datos se han cogido de la página del INSEE.

## Composición
| Comuna delegada            | Código INSEE | Población (2013) | Superficie (km²) | Densidad (hab./km²) |
| -------------------------- | ------------ | ---------------- | ---------------- | ------------------- |
| Laval-Atger                | 48084        | 166              | 10.67            | 16                  |
| Saint-Bonnet-de-Montauroux | 48139        | 108              | 21.33            | 5                   |